# Zaptié

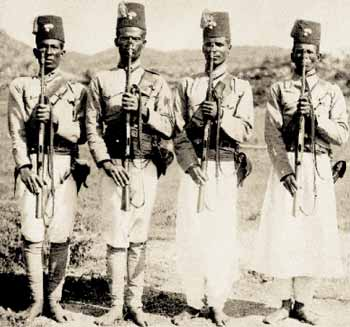
Zaptie aus Italienisch-Somaliland, 1920

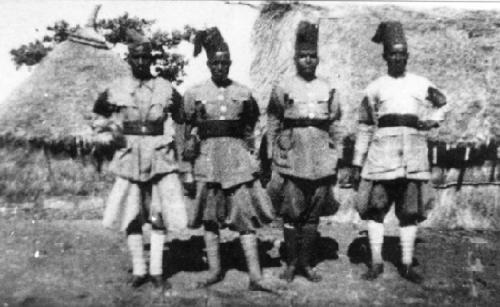
Zaptie aus Italienisch-Somaliland, 1939

Die Zaptié (Italienisch, abgeleitet von türkisch zaptiye ‚Gendarmerie‘ bzw. ‚Polizei‘) war eine italienische Kolonialpolizeitruppe in Tripolitanien, der Kyrenaika und Italienisch-Somaliland und bestand von 1889 bis 1942.

## Herkunft und Verwendung
Der Begriff leitet sich von der osmanischen Gendarmerie ab, die Struktur der Truppe wurde jedoch nach der Errichtung der italienischen Kolonialherrschaft in Afrika von den Carabinieri übernommen. Die ersten Einheiten wurden 1882 in Eritrea aufgestellt und aus irregulären Truppen, den Baschi-Bozuks, rekrutiert.

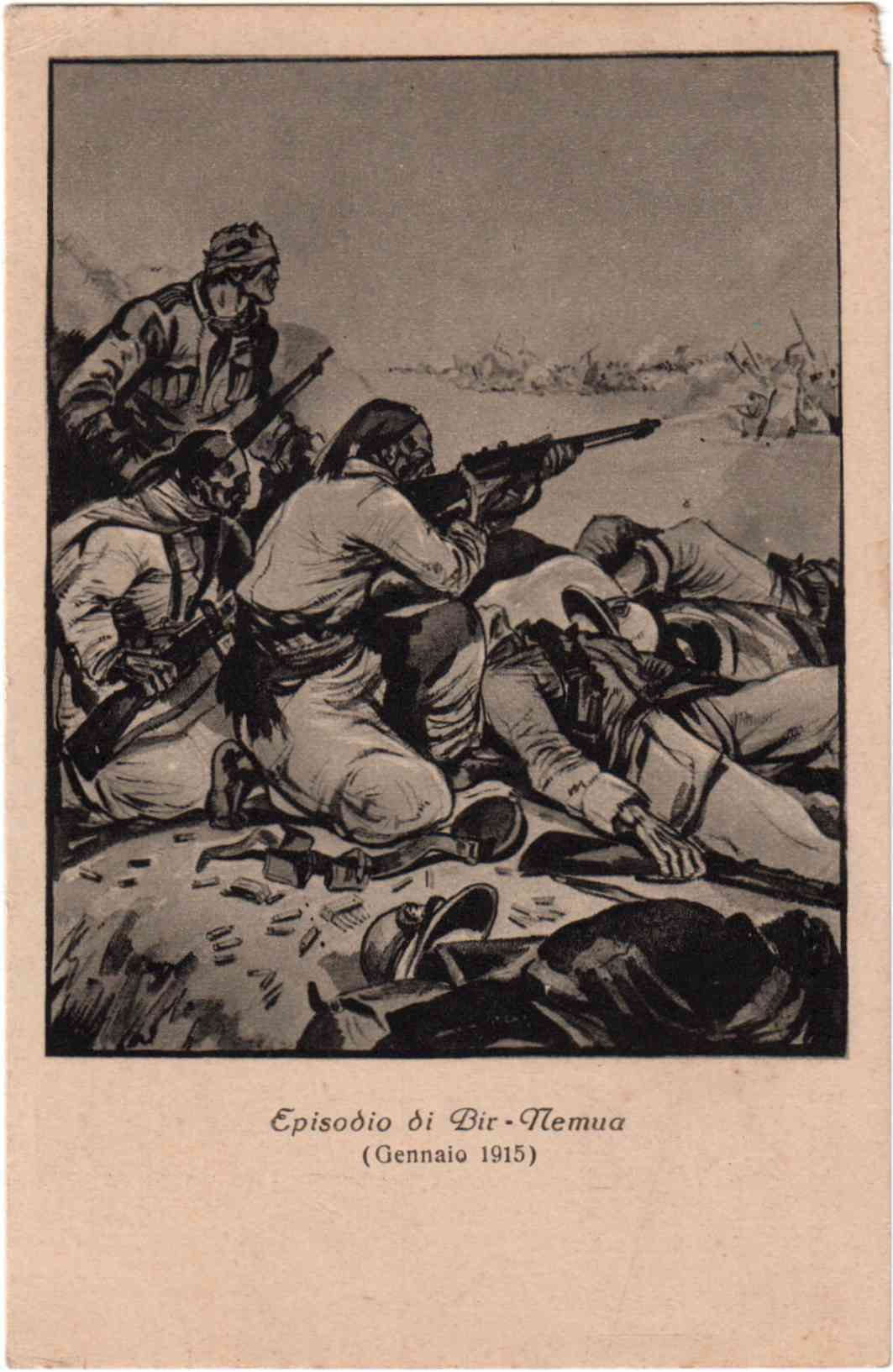
Libia-1915-episodio-di-Bir-Nemua

In Tripolitanien und der Kyrenaika dienten die Zaptié zur Überwachung des flachen Landes in der Küstenregion, während die südliche Wüstenzone durch Spahis, berittene Polizei und Meharisti kontrolliert wurde. Die Stadt Tripolis verfügte über eine kommunale Polizei. Die libyschen Zaptié wurden aus der bisherigen osmanischen Truppe rekrutiert.
In Italienisch-Somaliland bildeten die Zaptié die einzige Polizeitruppe. Sie stellten für den italienischen Vizekönig (Gouverneur) eine Zeremonieneskorte.

## Bewaffnung, Struktur, Uniform, Dienstgrade
Die Gendarmen waren mit Revolvern, Kavalleriekarabinern und Säbeln bewaffnet. Die Offiziere und einige Unteroffiziere waren Italiener, die Mannschaften wurden aus der jeweiligen Kolonie rekrutiert. 1927 bestand das Somalische Zaptié-Korps aus 1500 Somalis und 72 Italienern.
Die Uniform bestand aus khakifarbener oder weißer Bekleidung, einem Fes und einer roten Schärpe. Charakteristisch war ein weiß-rotes Kragenabzeichen der Carabinieri. Die Dienstgrade waren offenbar von den osmanischen Zaptié übernommen worden.

## Einsätze
Zaptié nahmen 1925 an der Eroberung des nördlichen Somalia teil sowie an der Eroberung des Sultanats Hobyo. Abteilungen wurden auch 1936 im Krieg gegen Äthiopien sowie im Zweiten Weltkrieg eingesetzt. Als Teil der Carabinieri wurden sie auch in Gefechten gegen die Alliierten verwendet. Bekanntester ehemaliger Zaptié war Siad Barre, 1969 bis 1991 Staatspräsident Somalias.